# Lachnaea grandiflora
Lachnaea grandiflora är en tibastväxtart som först beskrevs av Carl von Linné d.y., och fick sitt nu gällande namn av Henri Ernest Baillon. Lachnaea grandiflora ingår i släktet Lachnaea och familjen tibastväxter. Inga underarter finns listade i Catalogue of Life.